# Stipiturus
Stipiturus (Emoesluipers) is een geslacht van zangvogels uit de familie Maluridae (elfjes).

## Soorten
Het geslacht kent de volgende soorten:
- Stipiturus malachurus – Roodooremoesluiper
- Stipiturus mallee – Mallee-emoesluiper
- Stipiturus ruficeps – Roodkapemoesluiper